# Infinite Only
Infinite Only – piąty minialbum południowokoreańskiej grupy Infinite, wydany 19 września 2016 roku przez wytwórnię Woollim Entertainment. Płytę promował singel „The Eye”. Jest to ostatnie koreańskie wydawnictwo nagrane w oryginalnym składzie. Minialbum sprzedał się w nakładzie 129 806 egzemplarzy w Korei Południowej (stan na grudzień 2016 roku).

## Lista utworów
| Nr | Tytuł                                                       | Słowa                                                                | Kompozycja                                | Aranżacja                                 | Czas |
| -- | ----------------------------------------------------------- | -------------------------------------------------------------------- | ----------------------------------------- | ----------------------------------------- | ---- |
| 1. | "Eternity"                                                  |                                                                      | BEE (Rphabet)                             | BEE (Rphabet)                             | 1:36 |
| 2. | "Typhoon (The Eye)" (kor. 태풍 (The Eye) Taepung (The Eye)) | Jeon Gan-di                                                          | BEE (Rphabet)                             | BEE (Rphabet)                             | 4:00 |
| 3. | "AIR"                                                       | 1Take, TRINITY                                                       | 1Take, TAK, TRINITY                       | TAK                                       | 3:42 |
| 4. | "One Day"                                                   | Razer (Rphabet), Hoya, Dongwoo (rap)                                 | Razer (Rphabet), Hoya                     | Razer (Rphabet)                           | 3:42 |
| 5. | "True Love"                                                 | Lee Joo-hyung (Monotree), GDLO (Monotree), Hoya (rap), Dongwoo (rap) | Lee Joo-hyung (Monotree), GDLO (Monotree) | Lee Joo-hyung (Monotree), GDLO (Monotree) | 3:29 |
| 6. | "Gomawo" (kor. 고마워, ang. Thank You)                      | Razer (Rphabet), Strike                                              | Razer (Rphabet), Strike                   | Razer (Rphabet), Strike                   | 4:11 |
| 7. | "Zero"                                                      | Oreo, Hoya (rap), Dongwoo (rap)                                      | Oreo                                      | Oreo                                      | 4:04 |

## Notowania
| Lista                          | Pozycja |
| ------------------------------ | ------- |
| Gaon Weekly Album Chart        | 1       |
| Gaon Monthly Album Chart       | 1       |
| Gaon Yearly Album Chart (2016) | 16      |